# 五星岭乡
五星岭乡是中华人民共和国湖南省永州市双牌县下辖的一个乡。

## 行政区划
五星岭乡下辖以下村级行政区划单位：
朝阳村、长滩村、孙家坪村、陈家村、和平村、早禾田村、大丫（牙）漯村、阳明湾村、大兴江村、白果脚村和五星村。